# Dniówka madagaskarska
Dniówka madagaskarska, felsuma madagaskarska (Phelsuma madagascariensis) – gatunek jaszczurki rodziny gekonowatych (Gekkonidae), jeden z największych gekonów. Zamieszkuje Madagaskar oraz pobliskie wyspy. Jest aktywna za dnia.

## Podgatunki
Wyróżniono 4 podgatunki:
- Phelsuma madagascariensis madagascariensis – dorasta do 24 cm długości ciała, zamieszkuje na obrzeżach lasów tropikalnych
- Phelsuma madagascariensis boehmei – dorasta do 22 cm długości ciała, zamieszkuje górne partie gęstych lasów tropikalnych
- Phelsuma madagascariensis grandis – dorasta nawet do 30 cm długości ciała, zamieszkuje drzewa w lasach tropikalnych
- Phelsuma madagascariensis kochi – dorasta do 22 cm długości ciała, zamieszkuje zazwyczaj plantacje bananowców.

## Hodowla w terrarium
Odpowiednie wymiary terrarium dla pary to 40x40x60 cm (długość x szerokość x wysokość) lub większe. Najważniejszym wymiarem, który nie powinien być zbyt mały, jest wysokość, gdyż jest to jaszczurka nadrzewna. Temperatura od 25–30 °C w dzień, w nocy spadek o 3–4 °C. Wilgotność ok. 70%. Felsumy zjadają świerszcze, karaczany, plankton łąkowy, muchy, larwy moli woskowych. Należy wzbogacać pokarm dodatkami mineralno-witaminowymi oraz kawałkami owoców (banany, kiwi), dżemami i powidłami (bez konserwantów), przecierami dla dzieci oraz wapniem.
Felsuma madagaskarska umieszczana jest w załączniku II konwencji waszyngtońskiej (CITES) i podlega rejestracji 14 dni od zakupu. Do jej posiadania potrzebne są dokumenty o legalności odłowu albo urodzeniu w niewoli, otrzymywane od poprzedniego właściciela.